# Kazuhiro Furuhashi
Kazuhiro Furuhashi (jap. 古橋 一浩 Furuhashi Kazuhiro; ur. 9 czerwca 1960) – japoński reżyser anime.

## Wybrana filmografia
- Urusei Yatsura
- Hunter × Hunter
- Kawaler miecza